# Le Trésor de la femme araignée
Le Trésor de la femme araignée est le quatrième album de la série de bande dessinée Jonathan Cartland. 

## Personnages clés
- Jonathan Cartland : trappeur, justicier, aussi surnommé « Cheveux jaunes » par les indiens. Spécialiste des jurons en anglais : « Blast it ! », « Good Lord ! », « Jumpin’ Jehosephat » ou « Smockin’ Jericho ».
- Sir Lester Bolton : possède le plan d'un site archéologique dont il finance les fouilles, mais en réalité, il cherche à accaparer un trésor.
- Wolcott : présenté comme l'ancien secrétaire de Bolton et accusé à tort du meurtre d'un domestique de ce dernier. En réalité, c'est lui qui est à l'origine de la découverte du manuscrit du trésor de la femme araignée, caché dans un tombeau des indiens Pueblos.
- Zachary, Norris et Buck: employés de Sir Bolton.
- Sir Edward Raleigh : archéologue anglais, scientifique de l'expédition.
- Cynthia-Ann : la fille de Sir Raleigh, citadine assez peste, appelée Ltsoï, c'est-à-dire Jaune en langue navajo puis venue avec la bataille par les Navajos qui l'accueillent.
- Li: Blanchisseur qui aide Jonathan à se faire propre pour un rendez-vous avec sir Bolton.
- L'attorney général: Il est manipulé par Sir Bolton et fait condamner à mort Wolcott.
- Tsíyikáli : indien navajo qui enlève Cynthia-Ann en fait son épouse.
- Homíkníwa : sorcier hopi qui tente de délivrer Sir raleigh du sort dont il est victime.

## Histoire
1860, San Francisco. Sans le sou, Cartland accepte de guider une mission archéologique en Arizona pour retrouver un ancien tombeau pueblo, censé renfermer un trésor fabuleux, ainsi qu’il l’apprendra plus tard. La mission est composée de Sir Bolton, qui la dirige, d’un scientifique anglais Edward Raleigh et de sa fille Cynthia-Ann, qui se montre très hautaine avec Jonathan, qu'elle considère comme un domestique.
En chemin, ils apprennent l’évasion de Wolcott, ancien secrétaire de Sir Bolton, selon lui, et accusé par ce dernier d'assassinat. Or, il connaît l’existence du trésor. Une course poursuite s’engage pour savoir qui arrivera le premier au tombeau. Sir Bolton se montre de plus en plus inquiet et agressif vis-à-vis du groupe et de Jonathan, dont il néglige les conseils. C'est ainsi que Norris, un des employés de Sir Bolton, est emporté par une crue sur le site de leur campement qu'il a imposé, contre l'avis de Jonathan.
Des indiens Navajos tuent Buck, un des employés, enlèvent Cynthia-Ann et une partie de leurs chevaux. Ils doivent abandonner provisoirement Sir Raleigh. Cartland, Sir Bolton et Zachary apprennent d'un indien Navajo que premièrement, Wolcott et un indien Hopi ont poussé les Navajos à les attaquer, et deuxièmement qu'un navajo, du nom de Tsíyikáli, a emmené Cynthia Ann dans sa tribu.  En retrouvant Sir Raleigh, ils le découvrent malade mais l'emmènent avec eux sur un travois et repartent à la recherche du site du trésor.
Entre temps, Tsíyikáli viole Cynthia-Ann, l'éduque et l'emmène comme nouvelle épouse dans son village. Sa tribu a du mal à accepter Cynthia-Ann, nommée "venue avec la bataille", car ils la trouvent mauvaise. Pour se débarrasser d'elle, les autres épouses de Tsíyikáli la rendent dépendante au mezcal, pour la rendre incontrôlable et la faire chasser.
Une étape en village Hopi révèle que Sir Raleigh est victime d'un puissant sort hopi. le sorcier hopi Homíkníwa le soigne. Ils repartent et passent des semaines à rejoindre la zone où ils tentent de trouver une passe qui mène au trésor. Zachary manque d'être mordu par un monstre de Gila et un puma, qui se révèle immortel, les attaque. Jonathan poursuit la bête, trouve par hasard le camp de Tsíyikáli où se trouve Cynthia-Ann. Revenu prévenir le groupe, il le trouve mis en joue par Wolcott qui menace de les tuer. Son intervention les sauve. Sir Bolton veut tuer Wolcott, blessé, mais Jonathan emmène le groupe au lieu où se trouve Cynthia-Ann, qu'il délivre après avoir tué les Navajos. Dans l'attaque, Tsíyikáli tue Zachary.
Cynthia-Ann ne semble pas se remettre de ce séjour chez les indiens. Cependant, grâce à Jonathan, ils trouvent enfin la passe. Ils sont à nouveau attaqués par le puma, qui blesse mortellement Sir Raleigh, mais que Jonathan et Sir Bolton parviennent à tuer avec un nombre de coups de feu anormalement élevé. L'un et l'autre parviennent au tombeau où sont déjà arrivés Wolcott et son guide hopi, le gardien du tombeau, l'homme responsable de tous leurs malheurs. Le fameux trésor du tombeau qui contient aussi un autel à la déesse hopi appelée La femme araignée n'est en réalité que le crâne vénérable d'un saint hopi. C'est un trésor au sens figuré pour le peuple hopi, expression incomprise du moine espagnol auteur du manuscrit à l'origine de l'expédition.
Wolcott révèle la vérité à Jonathan: il a amené le manuscrit à Sir Bolton afin qu’il finance son expédition. Depuis, sir Bolton n’a cessé de vouloir l’éliminer pour garder le trésor pour lui seul. Sir Bolton est égorgé par l'indien hopi qui leur demande de partir sans leur révéler qu'ils sont désormais tous maudits. Cartland, Wolcott et Cynthia-Ann repartent sous le regard du puma, à nouveau debout et prêt à défendre le tombeau lui aussi.
Quelques semaines plus tard à Denver (Colorado), Wolcott est arrêté par des chasseurs de primes. Il meurt pendu malgré les tentatives de Jonathan pour faire émerger la vérité sur Sir bolton, que l'attorney général ne veut pas entendre. Il retrouve ensuite par hasard dans un bar Cynthia, qu'il avait pourtant fait renvoyer chez elle, qui se prostitue pour se payer du Mezcal. Il couche avec elle, lui propose de la sortir de sa situation, mais elle le fait jeter dehors. Jonathan assiste impuissant au désastre, inconscient de la malédiction du gardien hopi, inconscient que la femme araignée a conduit à leur perte tous les membres de l'expédition.

### Documentation
- Henri Filippini, « Le Mystère de la femme araignée », Schtroumpfanzine, no 21,‎ juillet 1978, p. 24.